# Vives (bisbe de Barcelona)
Vives fou bisbe de Barcelona durant el darrer quart del segle x. El seu nom consta en una carta datada el 974, en què tant Vives com el comte Borrell II concedeixen franqueses als habitants del Montmell (Monte-macelo) reconeixent l'únic senyoriu del bisbe sobre ells. (Gaspar Feliu, El domini territorial de la Sede de Barcelona, 1971, tesis Universitat de Barcelona, doc. 51)
L'ú de gener del 975 Vives i el capítol permuten amb l'Ardiaca Sunifred Llobet, uns casals que posseïen al costat de la catedral, per uns altres que tenia Llobet al costat de la porta de Regomir i una terra fora de la ciutat (Feliu, oc, doc. 52).
L'any 977 es feu la tercera consagració de l'església de Ripoll, assistint-hi Vives junt amb altres prelats i nobles, atorgant un decret afavorint els béns del monestir. Donà en feu el Castell de l'Albà a un cavaller anomenat Guitard de Mureden, perquè el millorés, reservant-se el dret de prestar-li homenatge, que sense el consentiment del bisbe no posés famílies i que ni s'apropiés d'esglésies, delmes, primícies o ofrenes, ni tampoc sobre el senyoriu de Santes Creus sobre el riu Gaià. Això fou d'acord amb el capítol i el comte Borrell el 21 de desembre de 977 (Feliu, oc, doc. 55)..
Després del saqueig de Barcelona per part d'Almansor, el monestir de les Puel·les fou seriosament danyat i fou restablert pel Comte Borrell II i el bisbe Vives, posant-hi per abadessa a Bonafilla.

## Accions patrimonials i jurídiques
El bisbe Vives promou, com els seus antecessors, l'establiment d'una canonja al costat de la Catedral que disposarà d'Hospital i de Scriptorium. Tot i que encara no funciona plenament, ja es registren els documents de dret que amb ell i a causa de les pèrdues a conseqüència del pas d'Almansor, en 985. augmentaran notablement.
El Vescomte de Barcelona Geribert violentà l'església de Barcelona i penedit del que havia fet, el tres de març de 986 donà al bisbat de Barcelona terres i vinyes que tenia a redós de Montjuïc, al terreny de la marina deltaica del Llobregat, conegut como a "Banyols" (Feliu, oc, doc. 65).
L'any 990 Sendred, "guardià de la moneda" del Comte, acusa a Giscafred, home del bisbe Vives d'encunyar moneda falsa. Els jutges dicten sentència contra aquest que Vives demana aplicar.
Vives fou cridat el 991 per participar en l'excomunió sobre els feudataris d'Ermengarda, comtessa de Cerdanya, a instàncies de Sal·la, bisbe d'Urgell i al que assistí també el bisbe de Ribagorça (Salrach i Montagut, 2018, oc, doc. 118).
Impulsà el domini territorial del bisbat legitimant l'autoritat de bisbe davant els senyors amb esglésies pròpies. El trenta d'abril de 992 consagrà l'altar de Sant Pere d'Avinyonet, posant fi als plets amb el senyor de Castellví de Rosanes atès que Mayer, fill de Sendred, restitueix els delmes de Sant Miquel d'Olèrdola que el seu pare havia retingut i que ell tindrà en usdefruit (Feliu, 1971, oc, doc. 100).
Vives anà adquirint béns per a l'església i pel seu propi patrimoni, entre d'altres: vinyes i terrers a "Terrers Blancs" (barri de Collblanc, l'Hospitalet de Llobregat), denominats així per l'argila blanca que baixava per la Riera Blanca (Feliu, oc, docs. 70, 78, 82, 83). Al comte Borrell comprà unes vinyes en el terme d'Ardena l'any 993. Moltes d'aquestes adquisicions són degudes a la mort o el no retorn d'alguns captius d'Almansor. Vives va concentrant propietats especialment a Provençals, Sarrià i la "via morisca": Magòria, Sants i Terrers Blancs i comprant propietats als Comtes a canvi d'unces d'or, diners obtinguts, segurament, amb les ràtzies (Feliu, oc, docs. 103, 104). El bisbe Vives fou un dels marmessors del testament que feu el comte Borrell el 24 de setembre del 993 (Feliu, oc, doc. 110).

## Testaments
El bisbe Vives feu testament en dues ocasions: el 992, en previsió de fer una peregrinació a Roma i en 995, poc abans de morir. Gràcies a aquests testaments i a d'altres transaccions, coneixem part de la seva família: dues germanes dites Ermetrudis i Bonadona, nebots anomenats Sanlà, Bonfill i Bonuç i Emo "commatrem meua" o un fillol: Sunifred. També llegà bens als preveres i canonges (blat i un porc a cadascun d'ells) i als religiosos que servien en altres esglésies fora de la ciutat entre el Llobregat i el Bisaucio (Besòs), ordi. Llegà també als monestirs de les Puel·les i de Sant Cugat. L'11 de març del 995 consta l'execució del seu testament pels marmessors.